# Stanisław Marian Kamiński
Stanisław Marian Kamiński (ur. 16 marca 1921 w Wielkopolu k. Konina, zm. 4 października 1999 w Łodzi) – polski aktor teatralny i filmowy.

## Życiorys
Po zdaniu w 1951 roku egzaminu eksternistycznego artysta występował w Bielsku-Białej i w Poznaniu, by od 1959 roku niemalże całe swoje życie zawodowe związać z teatrami łódzkimi.
Pochowany został na Cmentarzu Komunalnym przy ul. Szczecińskiej w Łodzi (kw. XV, rz. 19, gr. 36).

## Teatr
- Teatr Polski w Bielsku-Białej (1949–1953)
- Teatr Polski w Poznaniu (1953–1957)
- Teatr Satyryków w Poznaniu (1957–1959)
- Teatr Siódma Piętnaście w Łodzi (1959–1964)
- Teatr Powszechny w Łodzi (1964–1975)
- Teatr Ziemi Łódzkiej (1975–1977)

Od 1960 w sztuce Kariera Stanisława Powołockiego, na podstawie powieści Tadeusza Dołęgi-Mostowicza Kariera Nikodema Dyzmy odgrywał postać Leona Kunickiego (Teatr 7.15 Łódź, reż. Feliks Żukowski).

## Filmografia
- Pigułki dla Aurelii (1958), reż. S. Lenartowicz – kolejarz Zenek
- Wolne miasto (1958), reż. S. Różewicz – polski listonosz
- Lunatycy (1959), reż. B. Poręba – „Napoleon” w telewizji
- Bitwa o kozi dwór (1961), reż. W. Berestowski – ojciec Franka
- Komedianty (1962), reż. M. Kaniewska – recepcjonista w hotelu
- Jadą goście, jadą... (1962), reż. A. Trzos-Rastawiecki – urzędnik z Grunwaldu
- Panienka z okienka (1964), reż. M. Kaniewska
- Wilczy bilet (1964), reż. A. Bohdziewicz
- Popioły (1965), reż. A. Wajda – szlachcic
- Walkower (1965), reż. J. Skolimowski – pracownik dworcowej przechowalni bagażu
- Bicz Boży (1966), reż. M. Kaniewska – główny księgowy w spółdzielni „Naprzód”
- Piekło i niebo (1966), reż. S. Różewicz – mężczyzna czekający 4 lat na Sąd Szczegółowy
- Marsjanie (1967, reż. A. Czekalski – hrabia, brat księcia T.
- Pieczona gęś (1967, reż. R. Drobaczyński – Sędzia
- Piękny był pogrzeb, ludzie płakali (1967, reż. reż. Z. Chmielewski – urzędnik w sądzie
- Stawka większa niż życie (1967, reż. A. Konic – adiutant Klosa
- Szkice warszawskie (1969, reż. H. Kluba – portier Jan
- Raj na ziemi (1970), reż. Z. Kuźmiński – burmistrz
- 150 na godzinę (1971), reż. W. Jakubowska – mężczyzna robiący sobie myśliwskie zdjęcia
- Pięć i pół bladego Józka (1971), reż. H. Kluba – mężczyzna obserwujący pożar
- Chłopi (1972), reż. J. Rybkowski
- Palec Boży (1972), reż. A. Krauze – strażnik
- Ucieczka-wycieczka (1972), reż. J. Kędzierzawska – Stefan, portier w szpitalu
- Wielka miłość Balzaka (1973), reż. W. Solarz – hrabia Guidoni-Visconti, mąż Sary
- Pełnia nad głowami (1974), reż. A. Czekalski – inwalida Stasiak
- Daleko od szosy (1976), reż. Z. Chmielewski – portier w hotelu robotniczym
- Śmierć prezydenta (1977), reż. J. Kawalerowicz – poseł „Piasta”
- Polonia Restituta (1980), reż. B. Poręba – Legionista
- Jan Serce (1981), reż. R. Piwowarski – Nowicki, kuracjusz w sanatorium
- Karabiny (1981), reż. W. Podgórski – Sebastian Klimek
- Mars i Wenus w szóstce (1983), reż. R. Nakonieczny
- Porcelana w składzie słonia (1984), reż. A. Czekalski – kierownik lokalu
- Ucieczka z miejsc ukochanych (1987), reż. J. Dziedzina – nauczyciel łaciny
- Pogranicze w ogniu (1988), reż. A. Konic – Kajetan Adamski, dziadek Czarka
- Dziewczyna z Mazur (1990), reż. J. Dziedzina – fotograf Edward Król
- Kanalia (1990), reż. T. Wiszniewski – dostarczyciel protezy dla Jegorowa
- Kramarz (1990), reż. A. Barański – kramarz handlujący pod kościołem

## Odznaczenia
- Zasłużony Działacz Kultury (1967)
- Złoty Krzyż Zasługi (1975)